# Liga Profesional de Béisbol de Panamá 2019-20
La Liga Profesional de Béisbol de Panamá 2019-20 se disputó desde el 28 de noviembre de 2019 hasta el 5 de enero de 2020.

## Serie regular
Disputado del 28 de noviembre al 29 de diciembre de 2019.
| Equipo                  | JJ | G  | P  | PCT   | JV |
| ----------------------- | -- | -- | -- | ----- | -- |
| Federales de Chiriquí   | 21 | 14 | 7  | 0,667 | -- |
| Astronautas de Chiriquí | 21 | 12 | 9  | 0,571 | 2  |
| Toros de Herrera        | 21 | 8  | 13 | 0,381 | 6  |
| Águilas Metropolitanas  | 21 | 8  | 13 | 0,381 | 6  |

|  |                              |
|  | Clasificado a la Serie Final |
|  | Clasificado a la Semifinal   |
|  | Disputan juego de desempate  |

Juego de desempate

29 de diciembre

Águilas Metropolitanas vs Toros de Herrera 4-1

## Play-offs
Se jugará del 29 de diciembre de 2019 al 5 de enero del 2020.
|  | Semifinales | Semifinales             | Semifinales           |                         |   | Final | Final | Final |  |
|  |             |                         |                       |                         |   |       |       |       |  |
|  |             |                         |                       |                         |   |       |       |       |  |
|  |             |                         |                       |                         |   |       |       |       |  |
|  |             |                         |                       |                         |   |       |       |       |  |
|  |             |                         |                       |                         |   |       |       |       |  |
|  |             | 1                       | Federales de Chiriquí | 1                       |   |       |       |       |  |
|  |             |                         |                       | 1                       |   |       |       |       |  |
|  |             |                         | 2                     | Astronautas de Chiriquí | 3 |       |       |       |  |
|  | 2           | Astronautas de Chiriquí | 2                     | Astronautas de Chiriquí | 3 | 2     |       |       |  |
|  | 2           | Astronautas de Chiriquí |                       |                         |   | 2     |       |       |  |
|  | 3           | Águilas Metropolitanas  | 0                     |                         |   |       |       |       |  |
|  | 3           | Águilas Metropolitanas  | 0                     |                         |   |       |       |       |  |
|  |             |                         |                       |                         |   |       |       |       |  |